# Lipoptena capreoli
Lipoptena capreoli är en tvåvingeart som beskrevs av Camillo Rondani 1878. Lipoptena capreoli ingår i släktet Lipoptena och familjen lusflugor. Inga underarter finns listade i Catalogue of Life.